# Neuilly-en-Thelle
Neuilly-en-Thelle is een gemeente in het Franse departement Oise (regio Hauts-de-France). De plaats maakt deel uit van het arrondissement Senlis. Neuilly-en-Thelle telde op 1 januari 2022 4.132 inwoners.

## Geografie
De oppervlakte van Neuilly-en-Thelle bedroeg op 1 januari 2022 15,73 vierkante kilometer; de bevolkingsdichtheid was toen 262,7 inwoners per km².

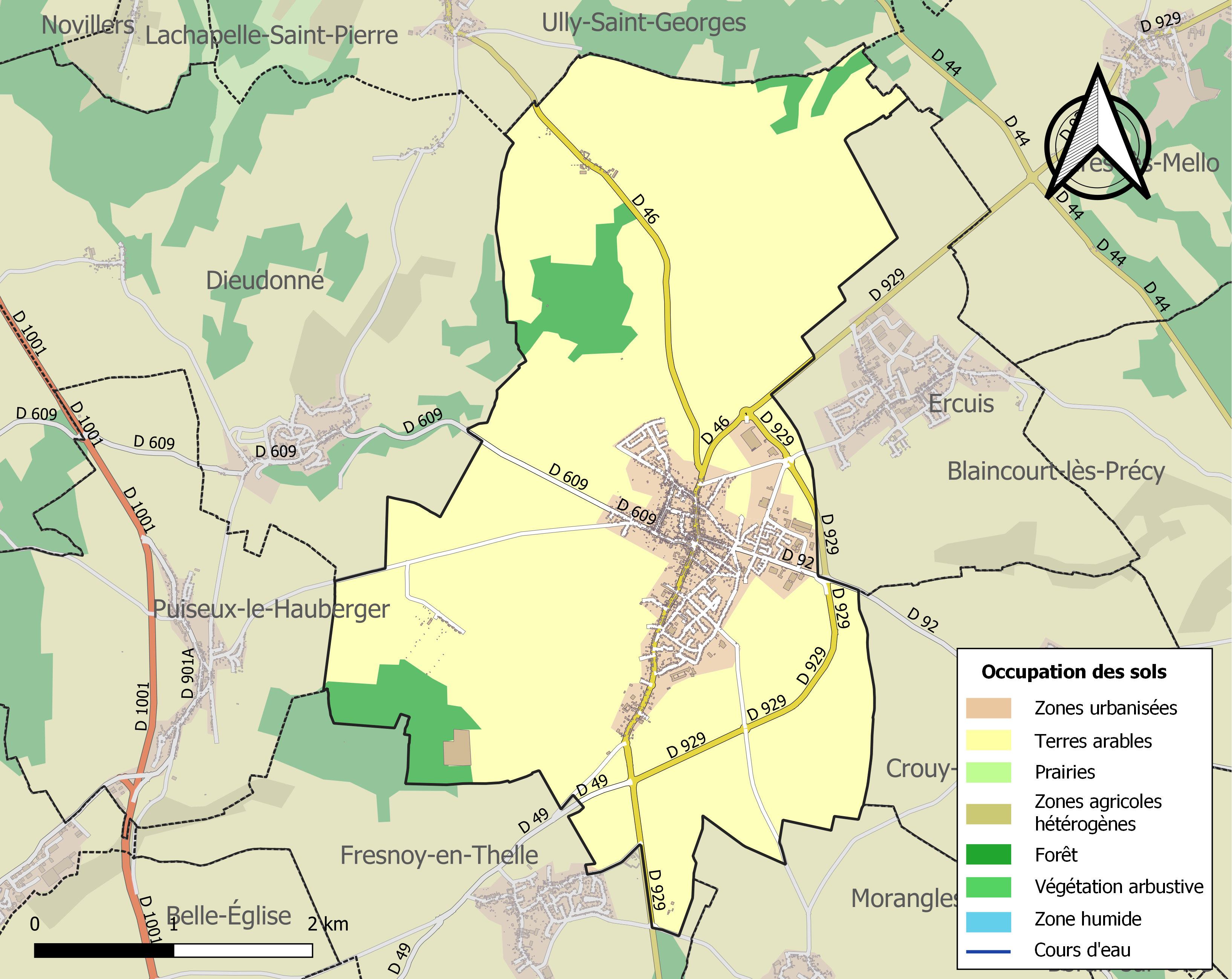
Kaart van de gemeente met belangrijkste infrastructuur, bodemgebruik en omliggende gemeenten

## Demografie
Onderstaande figuur toont het verloop van het inwonertal (bron: INSEE-tellingen).